# شاخ آفریقا

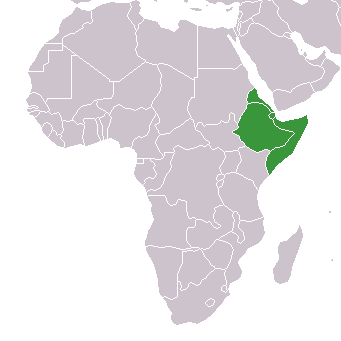
نقشه کشورهای شاخ آفریقا

شاخ آفریقا (گاهی نیز به نام «شمال‌شرقی آفریقا» و گاهی با عنوان «شبه‌جزیرهٔ سومالی» خوانده می‌شود) یک شبه جزیره در شرق آفریقا است که صدها کیلومتر در دریای عرب پیشروی کرده که در جنوب خلیج عدن قرار دارد. این محل شرقی‌ترین پیش‌رفتگی قاره آفریقا به‌شمار می‌آید. شاخ آفریقا از جنوب به اقیانوس هند و از شمال به خلیج عدن محدود می‌شود.
منطقهٔ شاخ آفریقا دربرگیرندهٔ کشورهای اریتره، جیبوتی، سومالی و اتیوپی است. برخی جغرافیدانان سودان و کنیا را نیز جزو آن می‌دانند. این منطقه وسعتی در حدود دو میلیون کیلومتر مربع را دربر گرفته و جمعیتی بالغ بر ۱۳۶ میلیون نفر را در خود جای داده است (اتیوپی ۱۱۴ میلیون، سومالی ۱۵ میلیون، اریتره ۶ میلیون، و جیبوتی ۱ میلیون نفر).
این سرزمین به علت وجود تنگهٔ باب‌المندب برای آسیا و آفریقا ارزش راهبردی دارد، زیرا این تنگه، دریای سرخ را به اقیانوس هند می‌پیوندد.

## جغرافیا و آب وهوا

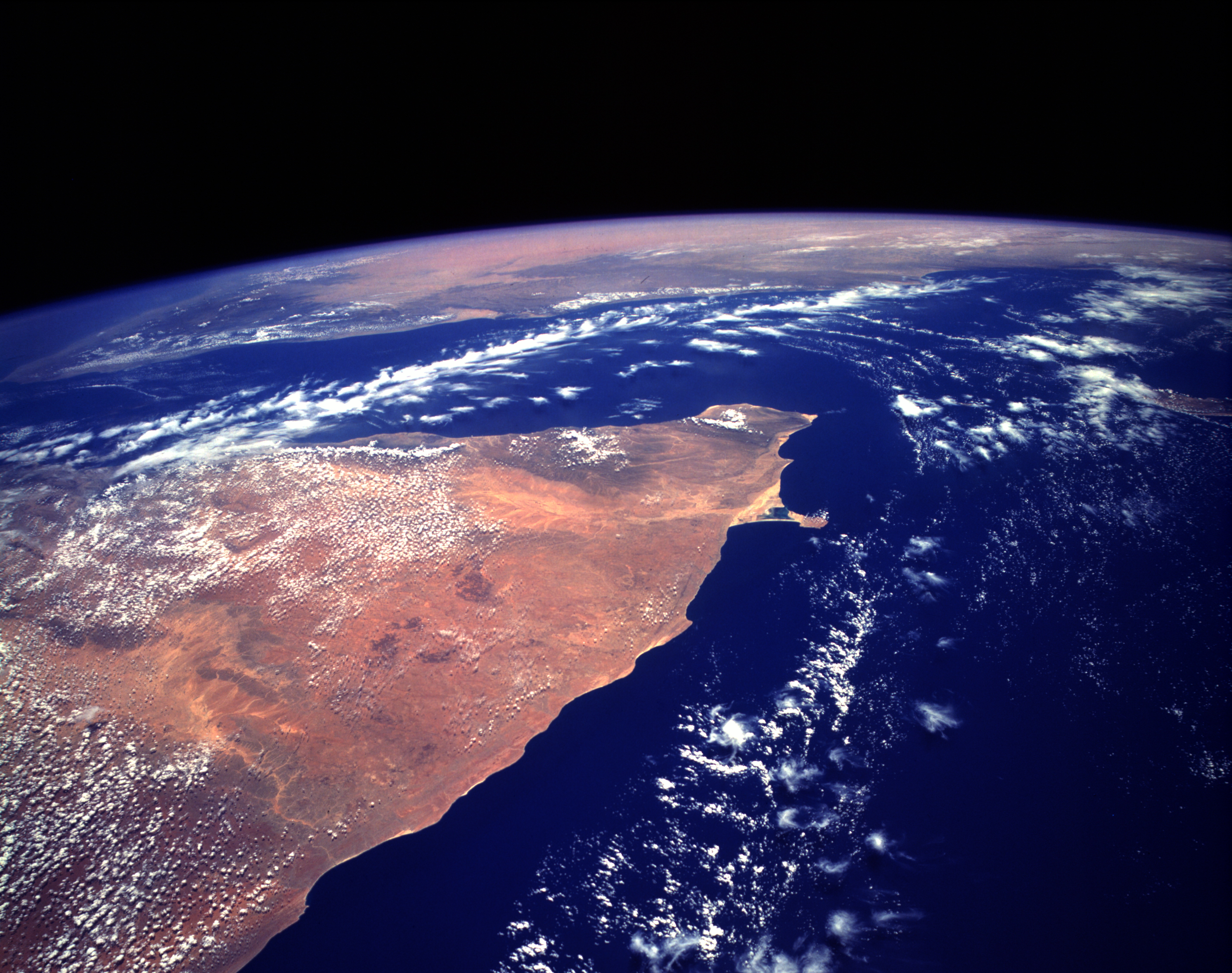
تصویر شاخ آفریقا، گرفته شده توسط شاتل فضایی ناسا در سال ۱۹۹۳.

شاخ آفریقا که در فاصلهٔ تقریباً برابر از خط استوا و مدار رأس‌السرطان قرار گرفته، ناحیه‌ای خشک و کم‌باران است.
سوکوترا یک جزیرهٔ کوچک در کرانه‌های سومالی در آب‌های اقیانوس هند است که بخشی از آفریقا به‌شمار می‌آید. اندازهٔ این جزیره ۳٬۶۰۰ کیلومتر مربع است. این جزیره بخشی از یمن، جنوبی‌ترین کشور شبه‌جزیرهٔ عربستان است.

## تاریخ باستان

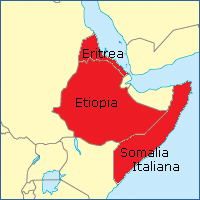
آفریقای شرقی ایتالیایی

پادشاهی آکسام (که بنام «آکزوم» نیز شناخته می‌شود)، یک دولت آفریقایی بود که در داخل اتیوپی، اریتره، شمال سومالی و یمن واقع گشته بود و در میان فاصلهٔ قرن‌های اول و هفتم از رونق بالایی برخوردار گردید. نظر به موقعیت راهبردی شاخ آفریقا، در گذشته از این محل به منظور ایجاد محدودیت دررفت‌وآمد دریای سرخ استفاده می‌نمودند.
در دوران عهد عتیق، این منطقه همچنین منبعی سرشار از منابع حیوانی و گیاهی شناخته شده بود: مصریان باستان، یونانیان باستان و رومیان گروه‌هایی اکتشافی را به‌منظور کشف کندر، درخت صمغ مُرّمَکّی، خون سیاووشان یا سولفور سیماب به منطقه اعزام نموده و سپس این کالاها را از طریق راه کناره بخور خوشبو برمی‌گرداندند. بر این اساس، اهالی روم به این منطقه نام «رجیو آروماتیکا» را داده‌بودند.

## تاریخ معاصر

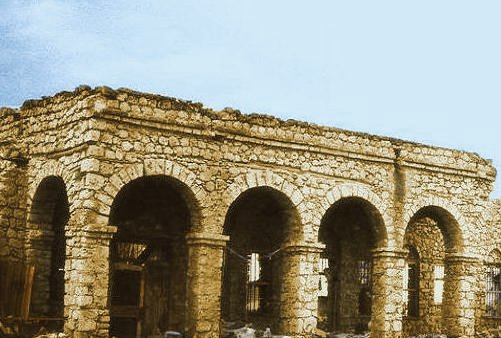
سازه‌های باستانی در زیلا

شاخ آفریقا منطقه‌ای است که دائماً شاهد بحران بوده است. اتیوپی به لحاظ اهمیت جمعیتی، بخش قابل ملاحظه‌ای از منطقه شاخ را اشغال نموده است: حدود ۸۵٪ درصد جمعیت منطقه در این کشور زندگی می‌کنند. اما در عین حال تاریخ اتیوپی درگیری‌های بسیاری را بین مسلمانان و مسیحیان بر سر منابع و زمین برای زندگی نشان می‌دهد. همچنین در دوران معاصر درگیری‌های ملی‌گرایان و طرفداران مارکسیسم – لنینیسم نیز شمائی دیگر از درگیری‌ها بوده است. مابقی منطقه نیز شاهد جنگ‌های پیوسته بوده است: یک جنگ داخلی بسال ۱۹۷۷ در سومالی اتفاق افتاد، که نتیجه آن بدون دولت ملی ماندن این کشور از سال ۱۹۹۱ به بعد بوده است. جنگ‌های داخلی سودانی‌ها در کشور سودان نمونه مهم دیگری از بی‌ثباتی در کل منطقه بشمار می‌رود. همچنین دیجیبوتی و اریتره نیز شاهد درگیری‌های مشابه‌بوده‌اند.
از آن گذشته، این منطقه دائماً شاهد بلایای طبیعی مانند قحطی‌های مکرر (در اتیوپی) یا سیل (سومالی) که به ویژه به نقاط روستایی آسیب می‌رسانند. در نتیجه، این منطقه از بالاترین سطح سوء تغذیه در جهان برخوردار بوده و همواره با بحران‌های انسانی گسترده دست و پنجه نرم می‌کند. در فاصله سال‌های ۱۹۸۲ تا ۱۹۹۲، حدود دو میلیون نفر از ساکنان منطقه شاخ آفریقا، بر اثر جنگ و خشکسالی، جان خود را از دست دادند.
از سال ۲۰۰۲، شاخ آفریقا نقطه اصلی تمرکز توجه ایالات متحده، فرانسه، آلمان به‌همراه یازده کشور آفریقائی در خصوص موضوع معروف جنگ علیه تروریسم قرار گرفته است.

## فرهنگ و مسائل نژادی
کشورهای منطقهٔ شاخ آفریقا از لحاظ فرهنگی با یکدیگر پیوستگی دارند. مردم محلی برای کشاورزی از گاوآهن استفاده نموده و برای زمانی طولانی به نگهداری شتران عربی به عنوان حیوانات اهلی، اشتغال داشته‌اند.
برخی از گروه‌های مهم نژادی-زبانی شاخ آفریقا به‌شرح زیر می‌باشند:
- در جیبوتی: عفار (داناکیل) و سومالی (عیسی)
- در اریتره: بیلن، آفار، بنی - عامر (بجا)، هدارب، کاناما (بازا)، نارا (نیالکتیک)، ساهو (آیروب)، رشایدا، تیگری و تیگرای. مردم جبرتی از مسلمانان تیگرینیاس هستند که خود را به عنوان نژادی مجزا می‌دانند ولی توسط منابع دیگر به رسمیت شناخته نشدند.
- در اتیوپی: آمهارا، آفارها، گروه‌های آگاو، گوریج، هامر، حراریان (همچنین حدیر یا ادیر)، آیروب‌ها (کاتولیک‌های ساهوس) اورومو‌ها، ساهو، سیداماها، سومالیائی‌ها، و تیگرایان‌ها و همچنین گروه‌های کوچک ل دیگر که تعداد آن‌ها بسیار زیاد است. (همچنین ببینید نژادهای لیست شده در بخش ملت‌های جنوب، ملیت‌ها، و مردم منطقه).
- در سومالی: داباره‌ها، دیگیل – رهاولینها، گاریها، جییدووها، شم باراها، (گوشا)، سومالی، سواحلیها (باراوه) و تانیها.
- در سودان: انواکها، اتووتها، بالی‌ها، بنی – عامرها (بجا)، بیشارینها (بجا)، بورانها (باران، بووران)، دارفور داجاها، دار سیلا داجاها، دیدینگاها (زاروکسا، تویل)، فدیکا – ماهاسها، نیوبیانها، فولانیها (فانگ، همگ)،

هادن دوآها (بجا)، هامارها، هاوسا فولانیها، این گس ساناها (تبی)، گانگاها (ابو سینون)، یروا کانوریها، کاتلاها (اکالاک)، کنوزی-دونگولیزها، نیوبی‌ها، کومای مرکزیها (کومو)، کرونگو نوباها، ماباها (بورگو، مابانگ)، مابان-جوم جومها (مابن)، ماراریتها (ابلیل، ابیری، ماسالیت)، ماسالیتها، مساکینها (مساکین)، میدوبها (میدوب، تی دی)، نییمانگها (نیما، اما)، پارها (لوکورو)، رافاها (رافالی این)، شاتها (داجو)، شاتها (مندول)، سانگورها (آساگوری)، تاگاله‌ها (تاگاله وین)، تمه اینها، تیگرها، تیراها (تیررو)، تولیشیها، زاقاواها.

## اقتصاد
ایالت‌های این منطقه قائم به چند محصول صادراتی بشرح زیر هستند:
- سودان: کتان۵۰ درصد کل صادرات.
- اتیوپی: قهوه ۸۰ درصد کل صادرات.
- سومالی: موز و دام بیش از ۵۰ درصد کل صادرات.

## بوم‌شناسی
منطقه شاخ آفریقا یکی از مناطق ویژه تنوع زیستی یونسکو و یکی از دو ناحیه کاملاً خشک و کم‌کشاورزی به‌شمار می‌آید. به‌هرحال منطقه شاخ آفریقا یکی از نواحی است که بشدت تحت تأثیر فراوانی چراگاه بوده و فقط ۵ درصد درصد از مسکن‌های طبیعی اولیه آن هنوز باقی‌مانده است. در بخش سوکوترا تهدید جدی دیگری بنام توسعه زیرساخت‌ها وجود دارد.

## گونه‌های جانوری

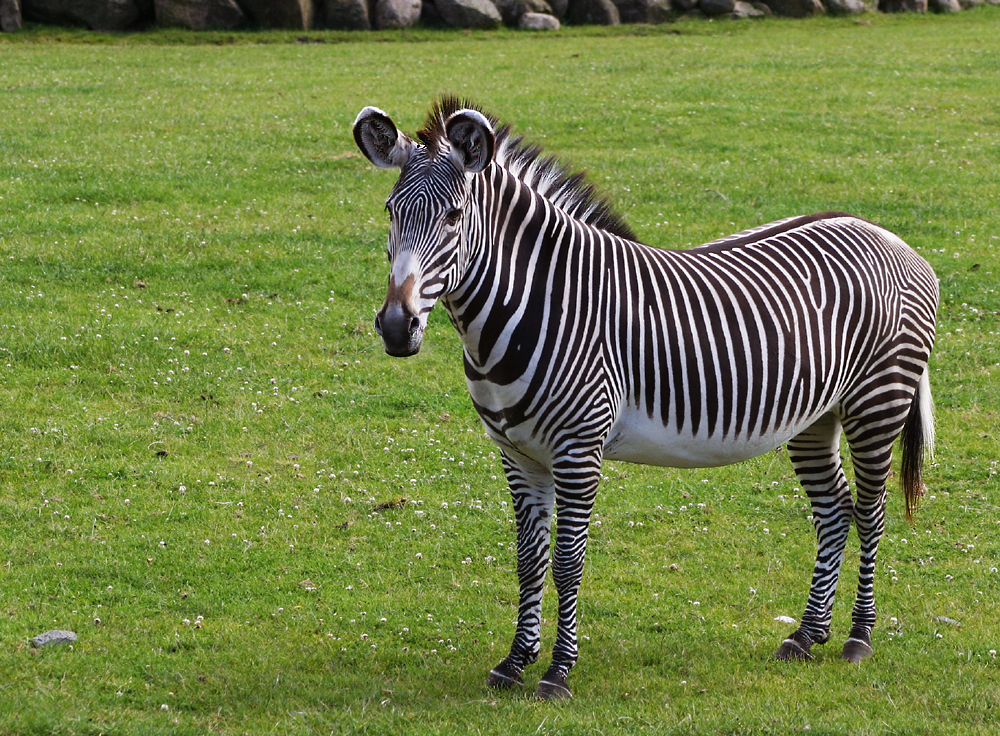
زبرای گریوی (اکوس گریوی)

حدود ۲۲۰ نوع جانور پستاندار در منطقه شاخ آفریقا شناسائی شده‌اند. از میان گونه‌های در حال انقراض منطقه، ما به چندین گونه بزکوهی، مانند بیرا، دیباتاگ، دیک دیک نقره‌ای و غزال اسپک برمی‌خوریم. دیگر گونه‌های قابل ذکر عبارتند از الاغ وحشی سومالی، گراز صحرائی، میمون هاماداریاس، موش صحرائی کوتاه سومالی، جانور نرم‌تن و شانه بسر اسپک. زبرای گریوز تنها گونه وحشی بنظیر اکوئید منطقه حساب می‌آید.
برخی از گونه‌های مهم پرندگان منطقه شاخ آفریقا عبارتند از بوبو بارتی بالو، سینه سرخ بال - طلائی، سهره خانگی وارسانگ لی یا دراج دیجیبوتی.
با بیش از ۲۸۵ نوع خزنده مختص این ناحیه و حدود ۹۰ گونه بیشتر از مناطق دیگر، خزندگان بومی در منطقه شاخ آفریقا از هر منطقه‌ای دیگر در آفریقا بیشتر یافت می‌شوند. در میان انواع خزندگان بومی می‌توان به «هاووک گریریوس»، «هائمودراکون»، «دیتیپوفیز»، «پاچی کالاموس» یا «ایلوروگلنا» اشاره نمود. نیمی از این گونه‌ها منحصراً در سوکوترا یافت می‌شوند. برخلاف خزندگان، تعداددو زیستان در این منطقه بسیار کم است.
در منطقه شاخ آفریقا حدود ۱۰۰ گونه ماهیان آب شیرین یافت می‌شود که ۱۰ گونه آن بومی هستند. در میان انواع بومی، ما به ماهی خاردار کور سومالی و ماهی کی و سومالی که در حفره‌های زیر آبی ساکن هستند، برمی‌خوریم.

## گونه‌های گیاهی
تخمین زده می‌شود که حدود ۵٬۰۰۰ نوع گیاه آوندی در منطقه شاخ آفریقا وجود داشته باشد، که نیمی از آن‌ها بومی منطقه هستند. گونه‌های بومی، بیشتر در سوکوترا و سومالی شمالی رشد یافته‌اند. در این منطقه دو خانواده‌ها گیاه بومی بنام‌های باربه یاسیائی و دیراچ ماسیائی وجود دارد. از میان دیگر گونه‌های قابل ذکر می‌توان به درخت خیار در منطقهٔ سوکوترا، نخل بنکوآلی، جوز یهب یا پنجه مریم سومالی اشاره‌کرد.